# Кере (село)
Кере или Земочере (осет. Земочере; груз. ზემო ქერე — Земо-Кере) — село в Закавказье. Согласно юрисдикции Южной Осетии, фактически контролирующей село, расположено в Цхинвальском районе, согласно юрисдикции Грузии — в Горийском муниципалитете.

## География
Расположено на юго-востоке района вблизи границы с собственно Грузией, к юго-востоку от села Дисеу.

## Население
По переписи 1989 года из 122 жителей осетины составили 100 % . Затем, после событий начала 1990-х гг., село было сожено и в основном опустело.

## Топографические карты
- Лист карты K-38-64 Цхинвали. Масштаб: 1 : 100 000. Состояние местности на 1987 год. Издание 1989 г.